# RAM-CMOS

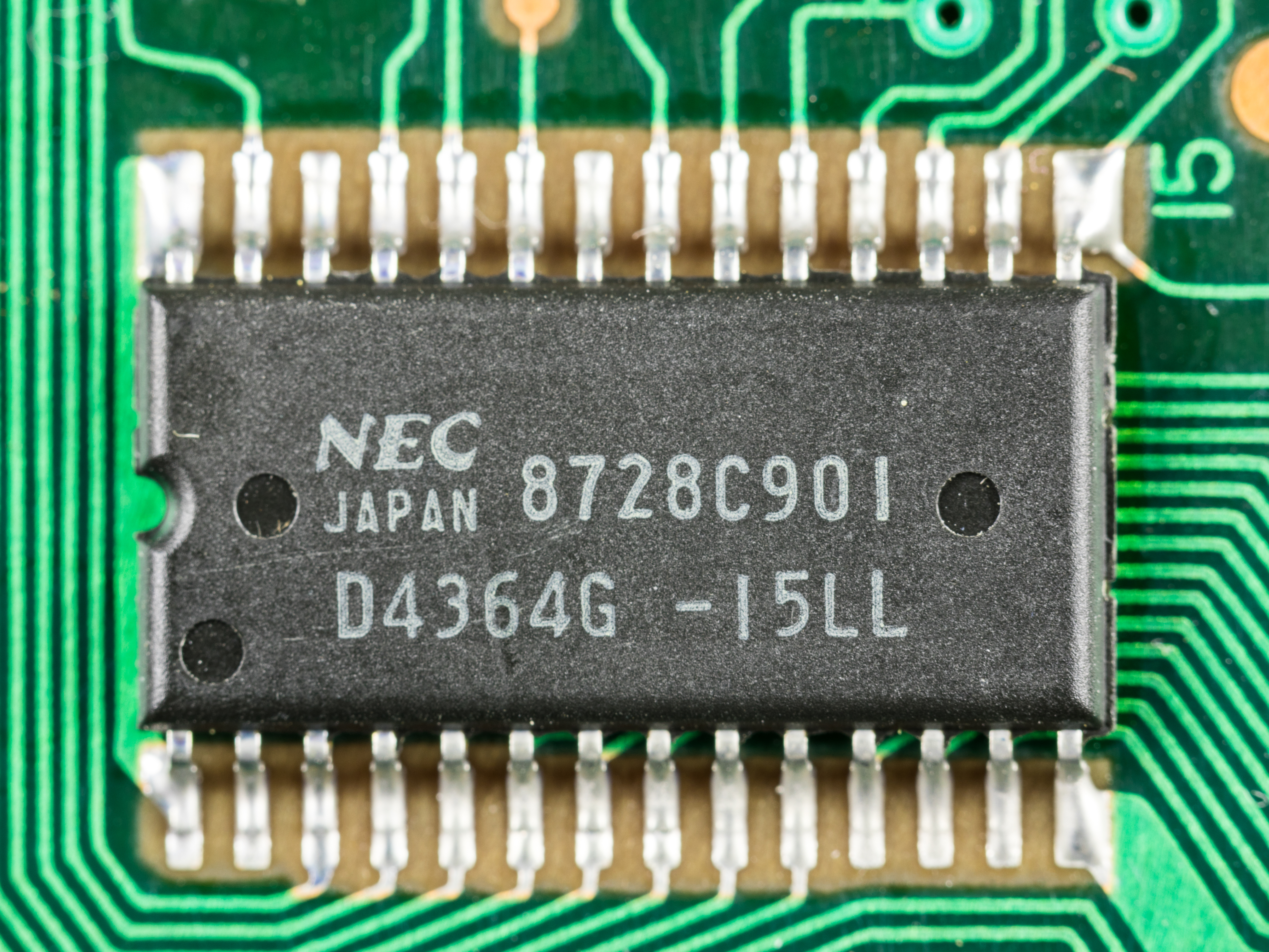
NEC µPD4364 - 8192 x 8 Bit Static CMOS RAM

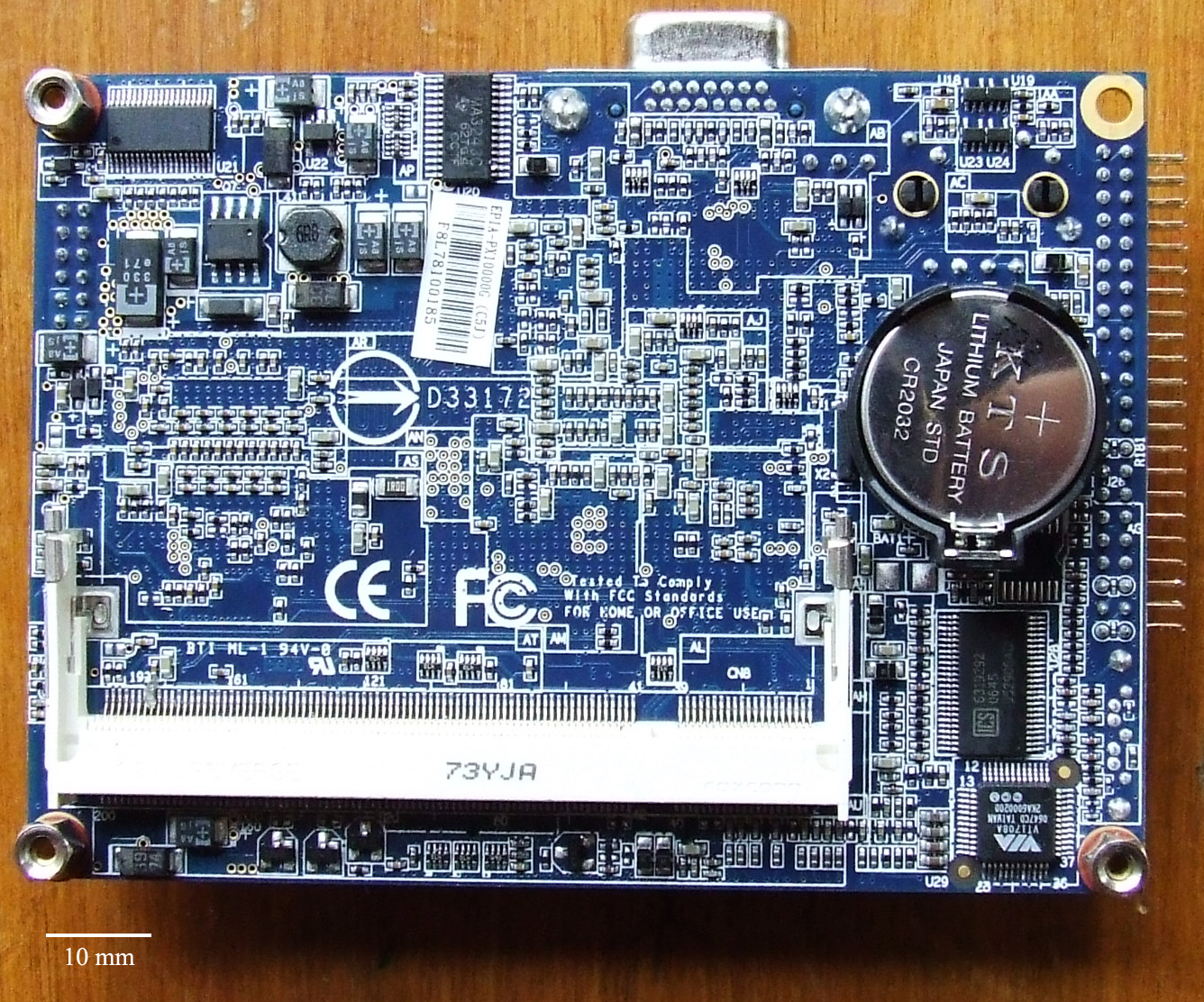
Bateria CMOS en una targeta mare Pic ITX

RAM-CMOS és un tipus de memòria que conté informació sobre la configuració del sistema, com per exemple l'elecció de velocitat de busos, l'overclock del processador i l'activació de dispositius, entre d'altres. Aquesta informació es modifica mitjançant una utilitat del BIOS que és activada per l'usuari durant l'arrencada del sistema. A causa d'això se sol confondre amb el mateix BIOS, però és una entitat de memòria diferent.
Aquesta memòria és una RAM de 64 bytes de capacitat, que està vinculada al rellotge de temps real del sistema: la tecnologia CMOS de baix consum d'aquesta memòria permet que sigui alimentada per la mateixa pila del rellotge de temps real de la placa base. En els primers PC es feia servir una bateria recarregable, en l'actualitat es fan servir bateries de liti d'un sol ús tipus botó.
La informació continguda en aquesta RAM-CMOS és utilitzada pel BIOS per establir la configuració del sistema durant l'arrencada de l'ordinador. En aquest moment, es comprova la integritat del contingut de la CMOS i si aquestes dades són incorrectes, es genera un error i el sistema sol·licita una resposta a l'usuari sobre l'acció a seguir: continuar o entrar a la utilitat de configuració.
En alguns casos la informació continguda a la RAM-CMOS condueix a una configuració que no permet l'arrencada normal de la placa base. En aquesta situació cal esborrar la informació que conté tallant l'alimentació de la pila perquè el sistema es configuri amb els valors de fàbrica, que sol ser una configuració segura. Aquest fenomen sol passar durant el canvi de velocitats de busos o del mateix processador, quan el sistema queda configurat amb una velocitat que no arriba a gestionar algun dels integrats.